# Zostera asiatica
Zostera asiatica là một loài thực vật có hoa trong họ Zosteraceae. Loài này được Miki miêu tả khoa học đầu tiên năm 1932.